# Vaudoncourt, Vosges
Vaudoncourt är en kommun i departementet Vosges i regionen Grand Est (tidigare regionen Lorraine) i nordöstra Frankrike. Kommunen ligger i kantonen Bulgnéville som tillhör arrondissementet Neufchâteau. År 2022 hade Vaudoncourt 151 invånare.

## Befolkningsutveckling
Antalet invånare i kommunen Vaudoncourt
| Referens: INSEE |